# خليج بوغرارة
| خليج بوغرارة جربة |

خليج بوغرارة خليج يقع بالجنوب التونسي قبالة جزيرة جربة.